# Ulrich Roth (jugador d'handbol)
Ulrich Roth (nascut el 15 de febrer de 1962), és un exjugador d'handbol alemany que va competir als Jocs Olímpics d'Estiu de 1984.
El 1984 va formar part de la selecció de la República Federal Alemanya que va guanyar la medalla d'argent a les Olimpíades de Los Angeles. Hi va jugar tots sis partits, i va marcar quinze gols.
El seu germà bessó Michael Roth també formava part del mateix equip.